# Caraïbisch-Hindoestani

"Caraïbisch-Hindoestani" in het Latijns, Devanagari, Kaithi en Perzisch-Arabische schrift

Het Caraïbisch-Hindoestani (Devanagari: कैरेबियाई हिंदुस्तानी, Perzisch-Arabische: کَیریبئائی ہندوستانی), is de formele naam voor een Indo-Arische taal die wordt gesproken door de Indo-Caraïbiërs in het Caraïbisch gebied, voornamelijk in Suriname, Guyana, Trinidad en Tobago en hun diaspora. Deze drie landen zetten een bijvoeglijk naamwoord voor de naam van de taal, om de lokale taalvariant aan te duiden, zoals het Sarnami Hindoestani (Surinaams Hindoestaans) in Suriname. De meeste mensen noemen de taal echter gewoon Hindoestani of in het Nederlands Hindoestaans. Het is nauw verwant aan het Fiji-Hindi.
Het Sarnami Hindoestani is na het Nederlands en het Sranantongo de meest gesproken taal van Suriname. De taal wordt gesproken door nazaten van contractarbeiders die voornamelijk kwamen uit de huidige Indiase staten Uttar Pradesh, Bihar, Bengalen, Jharkand en Avadh. Het Caraïbisch-Hindoestani wordt het meest beïnvloed door Bhojpuri, Awadhi en andere Oost-Hindi- en Biharitalen die zelf niet gestandaardiseerde dialecten van het Hindoestani zelf zijn, dat zelf weer onderverdeeld kan worden in Hindi en Urdu. Het heeft ook een enkele invloed vanuit het Tamil en andere Zuid-Aziatische talen zoals het Bengaals.
Het Caraïbisch-Hindoestani wordt door Indo-Caraïbiërs als volkstaal gebruikt, ongeacht hun religieuze achtergrond. Hoewel hindoes meer uit het Sanskriet afgeleide woorden gebruiken, en moslims meer uit het Perzisch, Arabisch en Turks afgeleide woorden gebruiken, vergelijkbaar met de scheiding tussen Hindi en Urdu. Zo gebruiken hindoes het Devanagari-schrift en sommige moslims het Perzisch-Arabische schrift zoals gebruikt wordt in het Urdu. Vroeger werd er ook in het Kaithi geschreven, hoewel het Latijns schrift steeds meer wordt gebruikt.
Het Caraïbisch-Hindoestani in het naburige Guyana, ook bekend als het Aili Gaili, wordt alleen nog maar door enkele oudere leden van de ruim een half miljoen Indo-Guyanezen gesproken. De variant die gesproken wordt in Trinidad en Tobago staat bekend als het Trinidad Hindoestani en werd in 1996 door 15.633 mensen gesproken.